# Novopoltavka, Velîka Oleksandrivka
Novopoltavka (în ucraineană Новополтавка) este un sat în așezarea urbană Kalininske din raionul Velîka Oleksandrivka, regiunea Herson, Ucraina.

## Demografie
Componența lingvistică a localității Novopoltavka
     Ucraineană (85,81%)
     Rusă (13,26%)
     Alte limbi (0,93%)
Conform recensământului din 2001, majoritatea populației localității Novopoltavka era vorbitoare de ucraineană (85,81%), existând în minoritate și vorbitori de rusă (13,26%).